# Yukiko Ebata
Pour les articles homonymes, voir Ebata.
Yukiko Ebata (江畑 幸子, Ebata Yukiko) est une joueuse de volley-ball japonaise née le 7 novembre 1989 à Akita. Elle mesure 1,76 m et joue au poste de réceptionneuse-attaquante. Elle totalise 138 sélections en équipe du Japon.

## Biographie
Avec l'équipe du Japon de volley-ball féminin, elle est médaillée de bronze olympique en 2012 à Londres.

## Clubs
| Club                  | De        | À         |
| --------------------- | --------- | --------- |
| Seirei High School    |           | 2007-2008 |
| Hitachi Rivale        | 2008-2009 | 2013-2014 |
| Racing Club de Cannes | 2014-2015 | 2014-2015 |
| PFU BlueCats          | 2015-2016 | …         |

## Palmarès

### Équipe nationale
- Jeux olympiques
  -  2012 à Londres.
- Grand Prix Mondial
  - Finaliste : 2014.
- Championnat d'Asie et d'Océanie
  - Finaliste : 2011, 2013.

### Clubs
- Championnat de France
  - Vainqueur : 2015.
- Coupe de France
  - Finaliste : 2015.